# Internationale Filmfestspiele von Cannes 2008

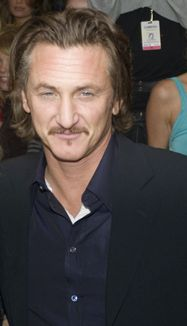
Diesjähriger Jurypräsident: der Oscar-prämierte Schauspieler und Regisseur Sean Penn

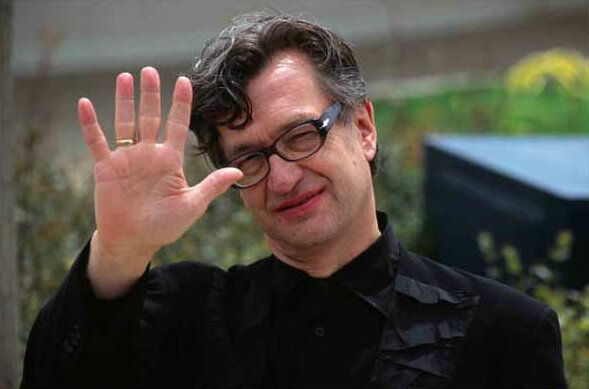
Im Wettbewerb um die Goldene Palme vertreten: der deutsche Regisseur Wim Wenders (Palermo Shooting)

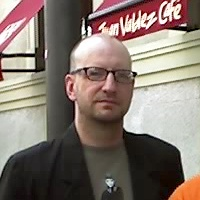
Als Mitfavorit auf die Goldene Palme gehandelt: der amerikanische Regisseur Steven Soderbergh (Che)

Die 61. Internationalen Filmfestspiele von Cannes fanden vom 14. bis 25. Mai 2008 statt. Das Filmfestival wurde mit Fernando Meirelles Drama Die Stadt der Blinden (Originaltitel: Blindness) eröffnet und endete mit Barry Levinsons Tragikomödie What Just Happened?, die außerhalb des Wettbewerbs gezeigt wurde. Mit dem Hauptpreis, der Goldenen Palme, wurde der französische Beitrag Entre les murs von Laurent Cantet ausgezeichnet.

## Internationaler Wettbewerb

### Wettbewerbsjury
Als Nachfolger des letztjährigen Jurypräsidenten Stephen Frears wurde am 3. Januar 2008 der US-Amerikaner Sean Penn präsentiert. Der US-regierungskritische Schauspieler und Regisseur steht laut dem künstlerischen Leiter des Filmfestivals, Thierry Frémaux, für das „unabhängige amerikanische Kino“ sowie eine „Vision von Amerika, die wir mögen“ Penn selbst freute sich über die Aufgabe als Jurychef, wie er in der offiziellen Presseerklärung preisgab und schlug selbst die Präsentation von Alison Thompsons Dokumentarfilm The Third Wave vor, der über die Tsunami-Katastrophe 2004 berichtet. In den vergangenen Jahren hätte sich nach seiner Meinung eine neue Generation an jungen Filmemachern etabliert und es sei eine Zunahme an provokativen und phantasievollen Filmen zu beobachten. Das Filmfestival von Cannes sei laut Penn immer das „Epizentrum dieser Entdeckungen“ gewesen. Penn hatte zuletzt mit seiner Regiearbeit Into the Wild (2007) auf sich aufmerksam gemacht.
Penn standen acht Jurymitglieder zur Seite. Es handelte sich fast ausschließlich um Filmschaffende:
- Sergio Castellitto – italienischer Schauspieler, Regisseur und Drehbuchautor
- Natalie Portman – israelisch-amerikanische Schauspielerin
- Alfonso Cuarón – mexikanischer Regisseur
- Apichatpong Weerasethakul – thailändischer Regisseur
- Alexandra Maria Lara – deutsche Schauspielerin
- Rachid Bouchareb – französischer Regisseur
- Jeanne Balibar – französische Schauspielerin
- Marjane Satrapi – iranisch-französische Comiczeichnerin und Regisseurin

Die ursprünglich aus sieben Mitgliedern bestehende Jury wurde am 30. April 2008 um Balibar und Satrapi ergänzt, nachdem der internationale Wettbewerb nachträglich um weitere Filme erweitert worden war. Satrapi war mit ihrer eigenen Comic-Verfilmung Persepolis im letztjährigen Wettbewerb vertreten und hatte den Preis der Jury erhalten.

### Konkurrenten um die Goldene Palme
Die übrigen Jurymitglieder wie auch das offizielle Programm wurden am 23. Mai 2008 auf einer Pressekonferenz in Paris vorgestellt. Bereits im Vorfeld als sicher galt die Teilnahme des Regisseurs Clint Eastwood, der mit seinem Mystery-Thriller Der fremde Sohn zum fünften Mal im Wettbewerb um die Goldene Palme vertreten war. Weiterhin im Wettbewerb erwartet wurden noch vor der offiziellen Bekanntgabe die neuen Filme 24 City und My Magic der asiatischen Regisseure Jia Zhangke (Sieger des Goldenen Löwen 2006) beziehungsweise Eric Khoo.
Nachdem in den vergangenen Jahren die Kritik aufkam, dass amerikanische Produktionen das Filmfestival dominiert hätten, kamen in diesem Jahr traditionell die meisten Filmproduktionen aus Europa (8 Filme), gefolgt von Lateinamerika und den Vereinigten Staaten (je 4) und Asien (3). Das Teilnehmerfeld wurde durch Beiträge aus Israel, Kanada und der Türkei ergänzt. Zehn der Regisseure waren zum ersten Mal im Wettbewerb um die Goldene Palme vertreten, darunter auch der renommierte Drehbuchautor Charlie Kaufman. Der US-Amerikaner feiert mit Synecdoche, New York sein Regiedebüt, in dem Philip Seymour Hoffman als Theaterregisseur zu sehen sein wird. Drei der im Wettbewerb vertretenen Filmemacher waren in der Vergangenheit bereits mit dem Hauptpreis in Cannes gewürdigt worden: der Deutsche Wim Wenders (1984 für Paris, Texas), der US-Amerikaner Steven Soderbergh (1989 für Sex, Lügen und Video) und das belgische Brüderpaar Jean-Pierre und Luc Dardenne (1999 für Rosetta; 2005 für Das Kind). Ein historischer Sieg wäre die Prämierung des Dramas Le Silence de Lorna der Gebrüder Dardenne gewesen, in dem die noch relativ unbekannte Schauspielerin Arta Dobroshi die Titelrolle übernimmt. Bisher konnte noch kein Regisseur dreimal in Cannes triumphieren.
Wim Wenders war zum neunten Mal im Wettbewerb um die Goldene Palme vertreten, so oft wie kein anderer deutscher Regisseur (1976 debütierte er in Cannes mit dem Drama Im Lauf der Zeit). In seinem neuen Film Palermo Shooting, den er nach Jahren wieder in Europa produzierte, spielt Campino, Frontmann der deutschen Rockband Die Toten Hosen, einen erfolgreichen Fotografen, der in eine Lebenskrise gerät. Diese führt ihn von Düsseldorf bis nach Palermo, wo er von einem mysteriösen Schützen verfolgt wird.
Als einer der Mitfavoriten galt Steven Soderberghs vierstündige Filmbiografie Che, die aus den beiden Teilen Revolución und Guerrilla besteht. Beide Filme, die noch rechtzeitig vom Regisseur fertiggestellt werden konnten, porträtieren unterschiedliche Episoden aus dem Leben des kubanischen Revolutionärs Ernesto „Che“ Guevara (gespielt von Benicio del Toro). Revolución spielt im Jahr 1956 und widmet sich den Kampf Che Guevaras und Fidel Castros gegen die Diktatur Fulgencio Batistas. Guerrilla ist acht Jahre später in New York angesiedelt, wo Che Guevara plant, vor den Vereinten Nationen eine Rede zu halten. In der Präsenz der Soderbergh-Filme, der aus Argentinien stammenden Beiträge La mujer sin cabeza von Lucrecia Martel (Mitglied der Hauptjury 2006) und Leonera von Pablo Trapero, sowie Linha de Passe des Brasilianers Walter Salles sah Charlotte Higgins von der britischen Zeitung The Guardian ein Festival das sich 2008 vor allem lateinamerikanischen Themen zuwendet. Nachträglich erhielt auch der Brasilianer Fernando Meirelles für Die Stadt der Blinden eine Einladung zum Wettbewerb. Das Drama in dem Julianne Moore und Mark Ruffalo die Hauptrollen spielen, ist eine Verfilmung des gleichnamigen Romans von José Saramago. Ein britischer Film war dagegen zum zweiten Mal in Folge nicht im Wettbewerb vertreten.
Mit drei Filmproduktionen im Wettbewerb vertreten war Frankreich, dessen letzter Sieg auf das Jahr 1987 zurückging. Neben Philippe Garrels Vor dem Morgengrauen und Die Klasse von Laurent Cantet, der schließlich den Wettbewerb gewann, durfte sich unter anderem Arnaud Desplechin auf den Hauptpreis Hoffnungen machen. In seinem tragikomischen Familienfilm Ein Weihnachtsmärchen konnte der Franzose auf so bekannte Namen wie Catherine Deneuve, ihre Tochter Chiara Mastroianni, Mathieu Amalric und Emmanuelle Devos zurückgreifen. Auf zwei Wettbewerbsbeiträge kam Italien, das mit Matteo Garrones Gomorra und Paolo Sorrentinos Il Divo vertreten war. Garrone verfilmte Roberto Savianos gleichnamigen Bestseller, der sich dem neapolitanischen Verbrechersyndikat Camorra widmet. Sorrentino nahm sich dem Leben Giulio Andreottis an. Dem siebenmaligen Ministerpräsidenten Italiens werden ebenfalls Verbindungen zur Mafia nachgesagt. In beiden Produktionen spielt der italienische Darsteller Toni Servillo die Hauptrolle.
Nach Persepolis war dieses Jahr wieder ein Animationsfilm im Wettbewerb vertreten. Der israelische Regisseur Ari Folman setzt sich mit Waltz with Bashir mit dem Massaker von Sabra und Schatila aus dem Jahr 1982 auseinander. Folman selbst spricht von seinem semi-autobiographischen Werk als „Dokumentarfilm im Zeichentrickgewand“.

### Spielfilme
Eine Übersicht über die 22 Spielfilmproduktionen, die im internationalen Wettbewerb um die Goldene Palme vertreten waren. Diese wurden aus 1.792 eingesendeten Vorschlägen aus 96 Ländern ausgewählt. Die Wettbewerbsbeiträge Blindness, Entre les murs und Two Lovers wurden am 30. April 2008 nachnominiert, nachdem ursprünglich nur ein französischer Beitrag von den Organisatoren nachgereicht werden sollte.
| Film                                          | Regie                             | Land                             | Darsteller                                                           |
| --------------------------------------------- | --------------------------------- | -------------------------------- | -------------------------------------------------------------------- |
| 24 City                                       | Jia Zhangke                       | China                            | Joan Chen                                                            |
| Simons Geheimnis (Adoration)                  | Atom Egoyan                       | Kanada                           | Scott Speedman, Rachel Blanchard, Kenneth Welsh                      |
| Blindness*                                    | Fernando Meirelles                | Brasilien, Kanada, Japan         | Julianne Moore, Mark Ruffalo, Gael García Bernal                     |
| Che (Revolución und Guerrilla)                | Steven Soderbergh                 | USA, Frankreich, Spanien         | Benicio del Toro, Franka Potente, Julia Ormond, Lou Diamond Phillips |
| Un conte de Noël                              | Arnaud Desplechin                 | Frankreich                       | Catherine Deneuve, Mathieu Amalric, Anne Consigny                    |
| Delta                                         | Kornél Mundruczó                  | Ungarn, Deutschland              | Félix Lajkó, Orsolya Tóth, Lili Monori                               |
| Il Divo                                       | Paolo Sorrentino                  | Italien, Frankreich              | Toni Servillo, Anna Bonaiuto, Piera Degli Esposti, Paolo Graziosi    |
| Entre les murs                                | Laurent Cantet                    | Frankreich                       | François Bégaudeau                                                   |
| Changeling                                    | Clint Eastwood                    | USA                              | Angelina Jolie, John Malkovich, Amy Ryan                             |
| Gomorra                                       | Matteo Garrone                    | Italien                          | Toni Servillo, Gianfelice Imparato                                   |
| Lornas Schweigen (Le Silence de Lorna)        | Luc Dardenne Jean-Pierre Dardenne | Belgien, Frankreich, Italien     | Jérémie Renier, Arta Dobroshi, Fabrizio Rongione                     |
| Löwenkäfig (Leonera)                          | Pablo Trapero                     | Argentinien, Südkorea, Brasilien | Elli Medeiros, Martina Gusmán                                        |
| Linha de Passe                                | Walter Salles Daniela Thomas      | Brasilien                        | Vinícius de Oliveira, Sandra Corveloni                               |
| La mujer sin cabeza                           | Lucrecia Martel                   | Argentinien, Spanien, Frankreich | Inés Efron, María Vaner, María Onetto                                |
| My Magic                                      | Eric Khoo                         | Singapur                         |                                                                      |
| Palermo Shooting                              | Wim Wenders                       | Deutschland                      | Campino, Dennis Hopper, Giovanna Mezzogiorno                         |
| Serbis                                        | Brillante Mendoza                 | Philippinen, Frankreich          |                                                                      |
| Synecdoche, New York                          | Charlie Kaufman                   | USA                              | Philip Seymour Hoffman, Hope Davis, Samantha Morton, Tom Noonan      |
| Two Lovers                                    | James Gray                        | USA                              | Joaquin Phoenix, Gwyneth Paltrow, Vinessa Shaw, Isabella Rossellini  |
| Üç maymun                                     | Nuri Bilge Ceylan                 | Türkei, Frankreich, Italien      |                                                                      |
| Vor dem Morgengrauen (La Frontière de l’aube) | Philippe Garrel                   | Frankreich, Italien              | Louis Garrel, Laura Smet                                             |
| Waltz with Bashir                             | Ari Folman                        | Israel, Frankreich, Deutschland  | Animationsfilm                                                       |

* = Eröffnungsfilm

## Un Certain Regard
In der Reihe Un Certain Regard werden vornehmlich Werke von wenig bekannten Filmemachern gezeigt, die mit einem 30.000 Euro dotierten Preis ausgezeichnet werden. In diesem Jahr war der deutsche Beitrag Wolke 9 von Andreas Dresen mitvertreten, in dem eine verheiratete Mittsechzigerin (gespielt von Ursula Werner) sich der sexuellen Liebe zu einem 76-jährigen Mann (Horst Westphal) hingibt. Der amerikanische Regisseur James Toback widmete sich in seinem Dokumentarfilm Tyson der Karriere des Boxsportlers Mike Tyson. Als Präsident der Jury fungierte der deutsche Regisseur Fatih Akin.
| Film                                  | Regie                                 | Land                                              | Darsteller (Auswahl)                              |
| ------------------------------------- | ------------------------------------- | ------------------------------------------------- | ------------------------------------------------- |
| A Festa da Menina Morta               | Matheus Nachtergaele                  | Brasilien                                         |                                                   |
| Afterschool                           | Antonio Campos                        | USA                                               |                                                   |
| Involuntary                           | Ruben Östlund                         | Schweden                                          |                                                   |
| Hunger                                | Steve McQueen                         | Großbritannien                                    | Michael Fassbender                                |
| Je veux voir                          | Joana Hadjithomas                     | Libanon, Frankreich                               | Catherine Deneuve, Rabih Mroué                    |
| Johnny Mad Dog                        | Jean-Stéphane Sauvaire                | Frankreich, Belgien, Liberia                      |                                                   |
| La vie moderne                        | Raymond Depardon                      | Frankreich                                        | Dokumentarfilm                                    |
| Los Bastardos                         | Amat Escalante                        | Mexiko, Frankreich, USA                           |                                                   |
| Milh Hadha Al-Bahr (Salt of this Sea) | Annemarie Jacir                       | Palästina, Frankreich, Schweiz, Belgien, Spanien  |                                                   |
| O’ Horten                             | Bent Hamer                            | Norwegen, Deutschland, Frankreich                 |                                                   |
| Ocean Flame                           | Fen Dou Liu                           | Hongkong                                          |                                                   |
| Soi Cowboy                            | Thomas Clay                           | Thailand, Großbritannien                          |                                                   |
| Ting Che (Parking)                    | Chung Mong-hong                       | Taiwan                                            | Chang Chen                                        |
| Tokyo Sonata                          | Kiyoshi Kurosawa                      | Japan                                             |                                                   |
| Tokyo!                                | Michel Gondry Leos Carax Bong Joon-ho | Frankreich, Japan, Südkorea, Deutschland          |                                                   |
| Tulpan                                | Sergei Dworzewoi                      | Deutschland, Schweiz, Kasachstan, Russland, Polen |                                                   |
| Tyson                                 | James Toback                          | USA                                               | Dokumentarfilm                                    |
| Versailles                            | Pierre Schoeller                      | Frankreich                                        |                                                   |
| Wendy and Lucy                        | Kelly Reichardt                       | USA                                               | Walter Dalton, Larry Fessenden, Michelle Williams |
| Wolke 9                               | Andreas Dresen                        | Deutschland                                       | Steffi Kühnert, Horst Rehberg, Ursula Werner      |

## Filme außer Konkurrenz, „Cannes Classics“ und „Cinema Master Class“

Das Logo zu den 61. Internationalen Filmfestspiele von Cannes

Außerhalb des Wettbewerbs feierten unter anderem Steven Spielbergs Abenteuerfilm Indiana Jones und das Königreich des Kristallschädels, Woody Allens romantische Komödie Vicky Cristina Barcelona und der Animationsfilm Kung Fu Panda ihre Weltpremieren. Spielbergs Film schließt an die erfolgreiche Indiana-Jones-Trilogie der 1980er Jahre an, in dem erneut Harrison Ford in die Rolle des Titelhelden schlüpfen wird. Spielberg selbst hatte zuletzt in den 1980er Jahren das Festival besucht, wo E.T. – Der Außerirdische (1982) und die Die Farbe Lila (1985) uraufgeführt wurden. Woody Allen erzählt in seinem in Barcelona gedrehten Film die Geschichte von einem Maler (gespielt von Javier Bardem) der mit zwei amerikanischen Touristinnen eine Affäre beginnt. Eine der weiblichen Hauptrollen übernimmt neben Penélope Cruz und Rebecca Hall auch die amerikanische Schauspielerin Scarlett Johansson, die Woody Allen bereits in seinen vorangegangenen Filmen Match Point (2005) und Scoop – Der Knüller (2006) eingesetzt hatte. Der Animationsfilm Kung Fu Panda wiederum stellt einen Großen Pandabären in den Mittelpunkt, der davon träumt ein berühmter Kung-Fu-Kämpfer zu werden. Für die Originalstimmen der Produktion aus dem Hause DreamWorks Animation (Shrek – Der tollkühne Held, Madagascar) konnten unter anderem so bekannte Schauspieler wie Jack Black, Jackie Chan, Dustin Hoffman oder Lucy Liu gewonnen werden.
Im Rahmen des Cannes Classics line-up wurde bei den diesjährigen Filmfestspielen eine Auswahl der Filme gezeigt, die im Wettbewerb der 21. Auflage des Festivals im Jahr 1968 nicht ihre Premiere feiern konnten. In diesem Jahr waren die Filmfestspiele aufgrund der Pariser Mai-Unruhen vorzeitig abgebrochen worden. Gezeigt wurden unter anderem die Dramen Pfefferminz Frappe und Ich liebe dich, ich liebe dich von Carlos Saura beziehungsweise Louis Malle, sowie Alexander Sarchis Tolstoi-Verfilmung Anna Karenina mit Tatjana Samoilowa als Titelheldin. Eröffnet wurde die Reihe mit einer restaurierten Fassung von Max Ophüls’ Lola Montez (1955), die unter Mitwirkung der Cinémathèque française realisiert wurde.
Der US-amerikanische Filmemacher Quentin Tarantino, 1994 Gewinner der Goldenen Palme für Pulp Fiction hielt während der Filmfestspiele eine „Cinema Master Class“ ab, in der er auf seine Arbeit als Filmemacher und Drehbuchautor einging. Damit folgte er seinen Regiekollegen Martin Scorsese, Stephen Frears, Wong Kar-Wai, Nanni Moretti und Sydney Pollack, die bei den Filmfestspielen in den letzten Jahren Einblick in ihre Arbeit gegeben hatten.

## Europatag und Verleihung der Ehrenpalme
Am 19. Mai 2008 fand zum sechsten Mal der Europatag der Internationalen Filmfestspiele von Cannes statt. Wie schon in den Vorjahren fanden sich die Kulturminister der EU-Mitgliedstaaten sowie EU-Kommissionspräsident José Manuel Barroso in Cannes ein, um über die Förderung des europäischen Films zu diskutieren. Schirmherr der Veranstaltung war der rumänische Regisseur Cristian Mungiu, dessen Film 4 Monate, 3 Wochen und 2 Tage im Vorjahr die Goldene Palme gewonnen hatte.
Am Abend des Europatages wurde der 99-jährige portugiesische Regisseur Manoel de Oliveira mit einer Goldenen Palme für sein Lebenswerk ausgezeichnet.

## Cinéfondation
Für die 2005 ins Leben gerufene Reihe Cinéfondation, wurden siebzehn Kurzfilmarbeiten aus fünfzehn verschiedenen Ländern ausgewählt, darunter sowohl Animations- als auch Realfilme. Als deutscher Beitrag ging das Kurzfilmdebüt Gestern in Eden des Deutschen Jan Speckenbach ins Rennen. Das Programm hilft jungen Filmstudenten bei der Förderung und Fertigstellung ihrer Projekte. Als Präsident der Jury fungierte der taiwanische Filmemacher Hou Hsiao-Hsien. Die Jury wurde von der dänischen Regisseurin Susanne Bier, der französischen Schauspielerin Marina Hands, dem französischen Regisseur Olivier Assayas und Larry Kardish, Kurator für Film und Kino im Museum of Modern Art, komplettiert.
| Film                                                       | Regie | Land                  |
| ---------------------------------------------------------- | --- | --------------------- |
| Ba Yue Shi Wu (August 15th)                                | Jiang Xuan | China                 |
| Blind Spot                                                 | Johanna Bessiere, Cécile Dubois Herry, Nicolas Chauvelot, Simon Rouby, Olivier Clert, Yvon Jardel, Simon Rouby, Olivier Clert, Yvon Jardel | Frankreich            |
| El reloj (The Watch)                                       | Marco Berger | Argentinien           |
| Et dans mon coeur j'emporterai (And I’ll Keep In My Heart) | Sun-A Yoon | Belgien               |
| Forbach                                                    | Claire Burger | Frankreich            |
| Gestern in Eden                                            | Jan Speckenbach | Deutschland           |
| Himnon (Anthem)                                            | Elad Keidan | Israel                |
| Illusion Dwellers                                          | Rob Ellender | Großbritannien        |
| Interior. Scara De Bloc (Interior. Bloc Of Flatas Hallway) | Ciprian Alexandrescu | Rumänien              |
| Kestomerkitsijät (Roadmarkers)                             | Juo Kuosmanen | Finnland              |
| Naus                                                       | Lukás Glaser | Tschechische Republik |
| O Som E O Resto (Sound and the Rest)                       | André Lavaquial | Brasilien             |
| Shtika (Silence)                                           | Hadar Morag | Israel                |
| Stop                                                       | Park Jae-ok | Südkorea              |
| The Maid                                                   | Heidi Saman | USA, Ägypten          |
| This is a Story about Ted and Alice                        | Teressa Tunney | USA                   |

## Kurzfilmwettbewerb
Die Goldene Palme für den besten Kurzfilm wurde ebenfalls von der Cinéfondation-Jury vergeben. Im Wettbewerb war unter anderem das Regiedebüt der preisgekrönten französischen Schauspielerin Mélanie Laurent vertreten.
| Film                   | Regie                               | Land           |
| ---------------------- | ----------------------------------- | -------------- |
| 411-Z                  | Dániel Erdélyi                      | Ungarn         |
| Buen Viaje (Good Trip) | Javier Palleiro, Guillermo Rocamora | Uruguay        |
| Des moins en moins     | Mélanie Laurent                     | Frankreich     |
| El deseo (The Desire)  | Marie Benito                        | Mexiko         |
| Jerrycan               | Julius Avery                        | Australien     |
| Love You More          | Sam Taylor-Wood                     | Großbritannien |
| Megatron               | Marian Crișan                       | Rumänien       |
| My Rabbit Hoppy        | Anthony Lucas                       | Australien     |
| Smáfuglar (2 Birds)    | Rúnar Rúnarsson                     | Island         |

## Preisträger
Wettbewerb
- Goldene Palme (Palme d’or) für den besten Film: Entre les murs von Laurent Cantet
- Großer Preis der Jury (Grand Prix): Gomorra von Matteo Garrone
- Jurypreis (Prix du Jury): Il Divo von Paolo Sorrentino
- Beste Regie: Nuri Bilge Ceylan (Üç maymun)
- Bester Darsteller: Benicio del Toro (Che)
- Beste Darstellerin: Sandra Corveloni (Linha de Passe)
- Bestes Drehbuch: Jean-Pierre und Luc Dardenne (Le Silence de Lorna)
- Ehrenpreis der 61. Filmfestspiele von Cannes: Catherine Deneuve (Un conte de Noël) und Clint Eastwood (Changeling)

Kurzfilmwettbewerb
- Goldene Palme (Palme d’or) für den besten Kurzfilm: Megatron von Marian Crișan
- Jurypreis: Jerrycan von Julius Avery

Goldene Kamera
- Goldene Kamera (Caméra d’Or) für den besten Debütfilm: Steve McQueen (Hunger)
- Lobende Erwähnung: Vse umrut a ja ostanus von Valeria Gaï Guermanika (Reihe: Semaine Internationale de la Critique)

Un Certain Regard
- Hauptpreis: Tulpan von Sergei Dworzewoi
- Jurypreis: Tokyo Sonata von Kiyoshi Kurosawa
- Coup-de-Cœur-Preis: Wolke 9 von Andreas Dresen
- „Knockout“ (Prix du KO) der Sektion „Un Certain Regard“: Tyson von James Toback
- „Prix de l’espoir“: Johnny Mad Dog von Jean-Stéphane Sauvaire

Cinéfondation
- Preis: Himnon von Elad Keidan
- Preis: Forbach von Claire Burger
- Preis: Stop von Park Jae-ok; Kestomerkitsijät von Juo Kuosmanen

Weitere Preise
- Preis der ökumenischen Jury: Simons Geheimnis (Adoration) von Atom Egoyan
- FIPRESCI-Preis: Delta von Kornél Mundruczo; Eldorado von Bouli Lanners; Hunger von Steve McQueen